# こどもたち
『こどもたち』（Figli）は2020年のイタリアのコメディ映画。
監督はジュゼッペ・ボニート、出演はヴァレリオ・マスタンドレアとパオラ・コルテッレージなど。
子育てに奮闘しながらも翻弄される夫婦を描いている。
日本では2021年5月から6月まで開催された「イタリア映画祭2021」で劇場公開された他、オンライン配信された。

## ストーリー
2人目の子を授かった夫婦ニコラとサラは、第2子を持つ生活の大変さを友人たちから聞かされても何とか乗り切れると思っていたが、実際に4人の生活が始まると、思うように物事が進まず、周囲の助けも得られず、家族のバランスが崩れていく。
- 第1章 睡眠
- 第2章 小児科医のカリスマ
- 第3章 義父母
- 第4章 ジョセフィーナ
- 第5章 日曜日
- 第6章 当番
- 第7章 危機
- 第8章 小さなもの

夫婦げんかが絶えなくなり、危機的な状況に陥るが、互いを受け入れることを学んだ2人は家族4人で暮らしていく。
なお、赤ん坊の泣き声はベートーヴェン作曲のピアノソナタ第8番『悲愴』に置き換えられている。

## キャスト
- ニコラ: ヴァレリオ・マスタンドレア
- サラ: パオラ・コルテッレージ
- ニコラのジャーナリストの友人: ステファノ・フレージ
- ニコラの父: ジョルジョ・バルキエージ（イタリア語版）
- サラの母: ベティ・ペドラッツィ
- 魔法使い: ババク・カリミ（イタリア語版）

## 受賞歴
| 賞                                   | 部門               | 対象                       | 結果       |
| ------------------------------------ | ------------------ | -------------------------- | ---------- |
| 第66回ダヴィッド・ディ・ドナテッロ賞 | オリジナル脚本賞   | マッティア・トーレ         | 受賞       |
| 第66回ダヴィッド・ディ・ドナテッロ賞 | 主演女優賞         | パオラ・コルテッレージ     | ノミネート |
| 第66回ダヴィッド・ディ・ドナテッロ賞 | 主演男優賞         | ヴァレリオ・マスタンドレア | ノミネート |
| 第66回ダヴィッド・ディ・ドナテッロ賞 | 編集賞             | ジョジョ・フランキーニ     | ノミネート |
| 第75回ナストロ・ダルジェント賞       | コメディ映画賞     |                            | 受賞       |
| 第75回ナストロ・ダルジェント賞       | コメディ映画男優賞 | ヴァレリオ・マスタンドレア | 受賞       |
| 第75回ナストロ・ダルジェント賞       | コメディ映画女優賞 | パオラ・コルテッレージ     | 受賞       |